# راپانزل

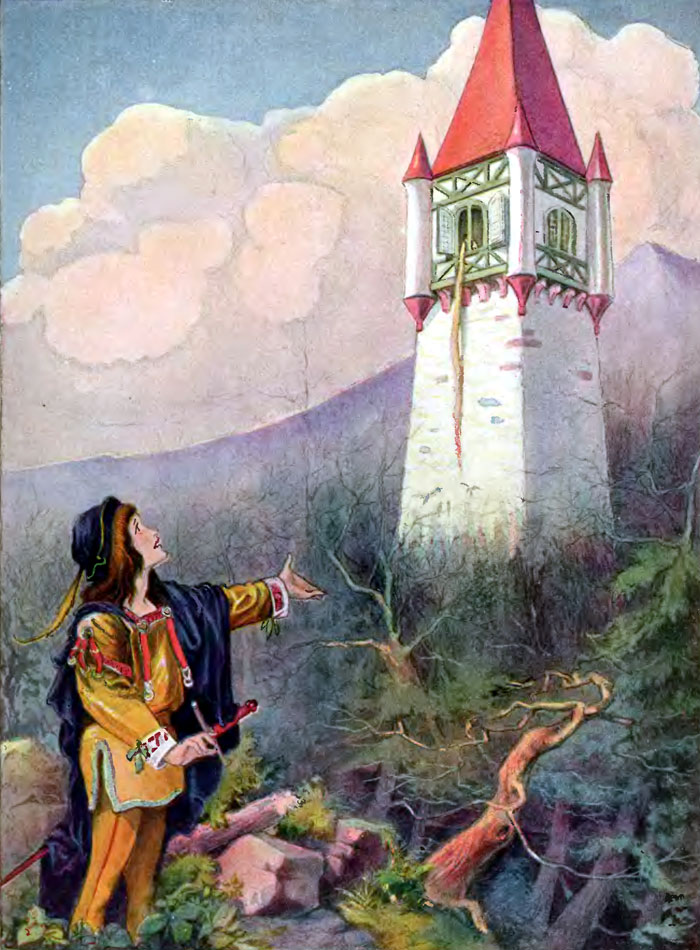
تصویرسازی توسط جانی گروئل

راپانزل یا راپونزل (به آلمانی: Rapunzel) یک افسانه آلمانی است که اولین بار در سال ۱۸۱۲ توسط برادران گریم ضبط شده و به عنوان بخشی از قصه‌های برادران گریم منتشر شد. داستان برادران گریم اقتباسی از افسانه راپونزل اثر فردریش شولتز (۱۷۹۰) است که ترجمه‌ای از پرسینت (۱۶۹۸) توسط مادمازل د لا فورس بود که خود تحت تأثیر پتروسینلا (۱۶۳۴) یک داستان ایتالیایی از کتاب پنتامرونه نوشته جیامباتیستا باسیل قرار گرفته بود.
این داستان به عنوان نوع ۳۱۰ آرنه تامپسون («دوشیزه در برج») طبقه‌بندی شده‌است. طرح آن در رسانه‌های مختلف مورد استفاده و تقلید قرار گرفته‌است. معروف‌ترین جملۀ آن این است: «راپانزل، راپانزل، موهایت را پایین بینداز تا بالا بیایم».

## ریشه
این داستان توسط برادران گریم در قصه‌های برادران گریم در سال ۱۸۱۲ منتشر شد. منبع آنها داستانی بود که توسط فردریش شولز (۱۷۶۲–۱۷۹۸) در کتاب رمان‌های خرد (۱۷۹۰) منتشر شده بود. داستان‌های اولیه شامل پتروسینلا (۱۶۳۴) از کتاب پنتامرونه نوشته جیامباتیستا باسیل (۱۶۳۴–۱۶۳۶)، پرسینت (۱۶۹۸) از مادمازل د لا فورس یا افسانه پاد از یوهان گوستاو گوتلیب بوشینگ (۱۸۱۲) بودند.
جمع‌آوران داستان‌های عامیانه خاطرنشان کرده‌اند که داستان راپانزل شباهت‌های چشمگیری با افسانهٔ پارسی رودابه از شاهنامه فردوسی دارد. موهای بلند رودابه و حادثه کوه‌نوردی در قصهٔ شاهنامه یادآور داستان آلمانی راپونزل است. در شاهنامه آمده‌است که رودابه موهای بلندش را پایین می‌اندازد تا زال بتواند بالا بیاید.
برخی از عناصر داستان همچنین امکان دارد از افسانهٔ «باربارای مقدس» گرفته شده باشد که پدرش او را در قلعه‌ای زندانی می‌کند.

## چکیده داستان
یک زوج بدون بچه در کنار باغ زن جادوگری زندگی می‌کردند. دورهٔ بارداری زن بسیار طول کشید و او در این مدت متوجه شد که در باغچهٔ جادوگر گیاه راپانزل یا تربچه کاشته شده بود. زن عاشق آن گیاه بود. برای دو شب، مرد مخفیانه به باغ جادوگر می‌رفت و تربچه جمع می‌کرد و برای همسرش می‌برد ولی در شب سوم، جادوگر که نامش «گاتل» بود او را دید و متهم به سرقت کرد. مرد التماس کرد که پیرزن رهایش کند. پیرزن نرم شد و قبول کرد که مرد را آزاد کند به شرطی که نوزادشان را بعد از تولدش به جادوگر تقدیم کنند. مرد قبول کرد. وقتی دختر به دنیا آمد پیرزن او را تصاحب کرد و مانند یک زندانی پرورش داد و او را «راپانزل» نامید. وقتی دختر به دوازده سالگی رسید، جادوگر او را در قلعه‌ای در اعماق جنگل زندانی کرد که پله‌ای و دری به بیرون نداشت؛ فقط یک اتاق داشت و یک پنجره. وقتی جادوگر به برج می‌رسید فریاد می‌زد:

راپانزل، راپانزل، موهای زیبایت را پایین بینداز تا بالا بیایم.

با شنیدن این جملات، راپانزل کنار پنجره می‌نشست و موهایش را در قلابی می‌پیچید و به پایین پرت می‌کرد.

در جای دیگر کتاب آمده که جادوگر می‌توانست پرواز کند؛ برای همین دختر هیچ وقت طول واقعی موهایش را نمی‌دانست.

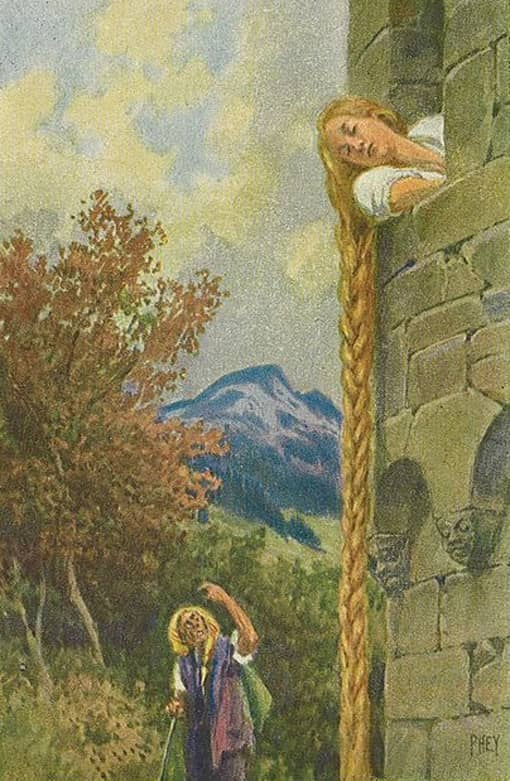
تصویرسازی توسط پل هی، حدود سال ۱۹۱۰

روزی شاهزاده‌ای از آنجا می‌گذشت و آواز خواندن راپانزل را شنید. او که مدهوش صدای زیبای او شده بود، قلعه را پیدا کرد ولی نمی‌توانست بالا بیاید. او اغلب به جنگل می‌رفت و آواز زیبای دختر را می‌شنید. روزی که شاهزاده در جنگل بود، گاتل را دید که چگونه وارد قلعه می‌شود. وقتی جادوگر رفت، پسر خواهش کرد که راپانزل موهایش را پایین بیندازد. دختر این کار را کرد و شاهزاده توسط آن وارد قلعه و با راپانزل آشنا شد و در نهایت از او درخواست ازدواج کرد. راپانزل پذیرفت.
آنها با هم نقشه‌ای را برای فرار کشیدند. شاهزاده شب‌ها به ملاقات راپانزل می‌رفت (تا توسط گاتل گیر نیفتد) و تکه‌ای ابریشم برایش می‌برد تا آن‌ها را ذره ذره به هم وصل و طنابی برای نجات خود از قلعه درست کند. البته نقشه هیچگاه به ثمر ننشست زیرا راپانزل احمقانه او را لو داد. در چاپ اول آمده بود که راپانزل به گاتل گفت که شکمش در حال بزرگ شدن است و لباسش برایش تنگ شده. در ویرایش‌های بعدی آمده که راپانزل حواسش نبود و به گاتل گفت که بالا آوردن تو از بالا آوردن پسرها سخت‌تر است. وقتی گاتل از ماجرا باخبر می‌شود به شدت عصبانی شده و موهای بلند و صاف راپانزل را کوتاه می‌کند و او را به حال خود در جنگل رها می‌کند.
وقتی پسر آن شب می‌آید، جادوگر موهای راپانزل را برایش آویزان می‌کند تا او بالا بیاید. در کمال وحشت، شاهزاده جادوگر را می‌بیند. وقتی گاتل به او می‌گوید که دیگر راپانزل را نخواهی دید، در ناامیدی از یافتن راپانزل خود را به پایین پرت می‌کند و توسط خارهای گیاهان کور می‌شود. در ویرایش‌های بعدی آمده که جادوگر او را هل داده و به پایین می‌افتد و خارها به چشمش فرومی‌رود و کور می‌شود.
او ماه‌ها تمام زمین‌های کشور را برای یافتن راپانزل زیر پا گذاشت تا این که یک روز صدای آواز خواندن راپانزل در حین آوردن آب را می‌شنود و آن دو دوباره به هم می‌رسند. وقتی آن دو در آغوش هم افتادند، اشک‌های راپانزل بلافاصله چشمان پسر را شفا داد. در روایت‌های بعدی آمده که راپانزل دو پسر به دنیا آورد (در روایت‌های دیگری آمده که یک دختر و یک پسر به دنیا آورد). شاهزاده او را به قلمرو خود برده و آن دو تا آخر عمر در کنار یکدیگر به خوشبختی زندگی کردند. در ویرایش‌های بعدی آمده که وقتی شاهزاده از قلعه به پایین افتاد، جادوگر خم می‌شود تا او را ببیند که موها از دستش به پایین سر می‌خورد و تا ابد در قلعه زندانی می‌شود.

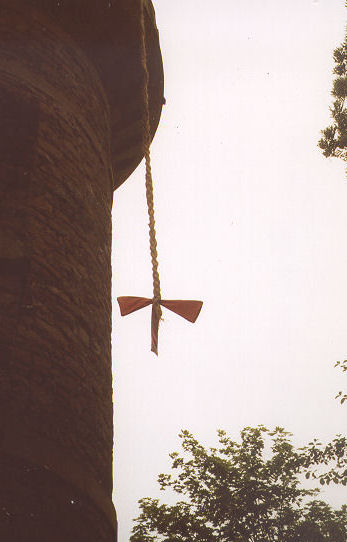
راپانزل، زندانی در قلعه

## تفسیر
جادوگر در این داستان «مادر گاتل» نامیده شده که در آلمانی این کلمه برای مادرخوانده به کار برده می‌شود. او نماد والدینی است که بیش از حد فرزندش را تحت کنترل درمی‌آورد.
براساس آداب و رسوم قدیم، بسیار خطرناک است اگر زن حامله‌ای را از رسیدن به غذایی که به آن نیاز دارد، بازداریم. این تمایل او برای برگ کاهو و سبزیجات بیانگر نیاز آن زن به ویتامین هاست.
معامله‌های ناعادلانه در افسانه‌ها بسیار رایج است، مانند: در افسانهٔ جک و لوبیای سحرآمیز، جک گاوش را در ازای چند لوبیا معامله می‌کند. در دیو و دلبر، دلبر در ازای یک گل سرخ به دیو بازمی‌گردد.
همچنین نقش مکمل سری فیلم‌های شرک برگرفته از شخصیت راپانزل است.

## انطباق فیلم‌ها
یکی از فیلم‌های برگرفته از این داستان فیلم راپانزل و قلم جادویی (۲۰۰۲) است. در این داستان باربی در نقش راپانزل زمانی زندانی می‌شود که شروع به گشت و گذار در دنیای بیرون می‌کند. گاتل به دلیل انتقام از پدر راپانزل که دوست پسر قدیمی اش بوده، راپانزل را می‌دزدد. در این نسخه تأکید زیادی روی موهای راپانزل نیست و تأکید روی قلم موی جادویی راپانزل است.
شرکت دیزنی فیلم گیسوکمند (با نام اصلی راپانزل) را اواخر ۲۰۱۰ اکران کرد. در این نسخه، راپانزل با استفاده از قدرت جادویی موهایش، مردم را به حیات برمی‌گرداند.